# She Wolf (sång)
She Wolf är den colombianska sångerskan Shakiras första singel från hennes skiva, She Wolf, som kom ut i oktober 2009.
Låten är skriven av Shakira och producerad av Shakira, John Hill och Sam Endicott. She Wolf har en spansk version som heter "Loba", den hade premiär 29 juni 2009. Den engelska versionen av "She Wolf" hade premiär 14 juli på itunes.
Låten debuterade på nummer 23 på Billboard Hot Latin Songs, vilket gör den till hennes bästa debut där någonsin efter hennes låt "Te Lo Agradezco, Pero No" med Alejandro Sanz från 2007.

## Musikvideo
Musikvideon regisserades av Jake Nava och filmades från 9 juni till 12 juni 2009. Videon hade premiär 30 juli 2009 och visar Shakira dansa i olika scener, bland annat i en bur, en klubb och på ett tak. Hennes klädsel innefattar en nakendräkt och en åtsmitande svart dräkt. 
Videon visar hur Shakira smiter ut mitt i natten för att roa sig i fullmånens sken, hon går på fest, dansar och smyger sedan hem och lägger sig utan att väcka personen som sover i hennes säng. Hon tittar mot månen och somnar sedan med ett belåtet uttryck i ansiktet.